# Pokolj u Sharpevilleu
Pokolj u Sharpevilleu dogodio se 21. ožujka 1960. godine u južnoafričkom gradiću Sharpevilleu, kada je policija otvorila vatru na sudionike jednodnevnog prosvjeda za prava crnog domorodačkog stanovništva. Policija je u pucnjavi ubila 69 ljudi, a ranila njih 180.

## Prosvjedi i pokolj
Organizacije koje su se zalagale za ukidanje segregacije i nastupale protiv politike apartheida, pokrenule su aktiviniju politiku tijekom procesa dekolonizacije Afrike. Afrički nacionalni kongres (ANK) je pokrenuo kampanju niza prosvjeda širom Južnoafričke Republike protiv segregacijskih zakona. Prosvjedi su trebali započeti 31. ožujka, ali su pobornici Panafrikanističkog kongresa organizirali svoj prosvjed u Sharpevilleu 21. ožujka. Tog se dana masa od 5000 do 7000 ljudi okupila pred lokalnom policijskom postajom.
Do 10 sati ujutro, situacija je unatoč velikom broju građana bila relativno mirna, a u postaji je bilo 20-ak policajaca. Međutim, policija je bila pripremljena za ovakve manifestacije. Uskoro je bilo oko 19 000 prosvjednika i situacija je postala napeta. Prema pojedinim izvorima, pojedinci u masi počeli su „vrijeđati, prijetiti i dobacivati provokacije“. Uskoro ih je okružilo 130 policajaca naoružanih vatrenim oružjem, dok su prosvjednici imali samo kamenje u rukama.
Policajci su se počeli približavati prosvjednicima u nastojanju da ih raštrkaju i rastjeraju s prosvjeda. Pojedinci su počeli bacati kamenje i nastojali probiti policijske barikade. Oko 13 sati su počela naguravanja, a dvojica policijskih časnika naredili su svojim podređenima da napune oružje mecima. Prosvjednici su probili barikadu, nakon čega je nekoliko policajaca palo na zemlju, a zatim je uslijedila pucnjava koja je trajala 40-ak sekundi. Ubijeno je 69 ljudi, od čega 8 žena i 10 djece, a 180 je bilo ozlijeđeno. Mnogima je pucano u leđa dok su bježali u panici.
U policijskom izvještaju je bilo navedeno kako je nekolicina mladih i neiskusnih policajaca u napadu panike otvorila vatru, nakon čega je uslijedila lančana reakcija.

## Posljedice
Pokolj u Sharpevilleu je među domorodačkim stanovništvom odmah pokrenuo višetjedne demonstracije, prosvjedne marševe, štrajkove i pobune širom zemlje. Vlada je 30. ožujka proglasila izvanredno stanje, pri čemu je uhićeno više od 18 000 ljudi, aktivista i boraca za domorodačka prava.
U mnogim zemljama u svijetu također su se održavali prosvjedi, a Ujedinjeni narodi osudili su pokolj. Dana 1. travnja, Vijeće sigurnosti Ujedinjenih naroda izglasalo je Rezoluciju 134, kojom je osuđena rasistička politika JAR-a.
Vlada JAR-a zabranila je legalno djelovanje ANK-a i PAK-a, a pokolj je bio i povod da ove organizacije prijeđu s pasivnog na aktivan otpor rasističkoj politici. Svaka od ovih organizacija osnovala je vlastito militantno krilo (Poko i Umkhonto we Sizwe).